# Бійня в день Святого Валентина
41°55′15″ пн. ш. 87°38′16″ зх. д. / 41.920833333333° пн. ш. 87.637777777778° зх. д.
Бійня в День святого Валентина (англ. St. Valentine's Day massacre) — назва, яку отримала розправа італійських мафіозі з угруповання Аль Капоне над членами конкуруючого ірландського угруповання Багса Морана, в результаті якої було застрелено сім осіб. Сталася в Чикаго 14 лютого 1929 року під час дії «сухого закону» в США.

## Хід подій
У четвер 14 лютого, в День Святого Валентина, всередині складу, замаскованого під гараж, неподалік від парку Лінкольна на півночі Чикаго було виявлено сім трупів, що лежали в ряд біля стіни: найближчий підручний Морана Альберт Качеллек, також відомий як «Джеймс Кларк», Френк і Пітер Гузенберги, Джонні Мей, Адам Хейєр, Ел «Горила» Вейншанк і доктор Рейнхард Швіммер. Всі вбиті (за винятком Швіммера) за життя входили до складу банди Багса Морана і були застрелені членами сім'ї Аль Капоне. Сам Аль Капоне, подбавши про алібі, перебував у цей час на відпочинку у Флориді.
Злочин було сплановано з метою усунення Багса Морана, головного конкурента і противника Аль Капоне. Причина їхньої ворожнечі полягала в тому, що обидва вони займалися бутлегерством (незаконним ввезенням і збутом спиртних напоїв) і хотіли одноосібно контролювати цей бізнес в Чикаго. План злочину зі схвалення Аль Капоне розробив один з його підручних, Джек МакГерн на прізвисько «Кулемет». Крім того, подібним чином він хотів помститися за невдалий замах на його життя, яке місяцем раніше вчинили Френк і Пітер Гузенберги, які намагалися вбити його в телефонній будці. МакГерн сформував команду з шести осіб і поставив на чолі Френка Берка. Сам він, так само як і його бос, не був присутній особисто на операції і провів цей день у компанії подруги Луїзи Рольф, знявши номер в готелі і забезпечивши тим самим своє алібі.
Берк і його група призначили зустріч банді Морана на складі на Норт-Кларк-стріт під приводом збуту контрабандного віскі. Доставка товару нібито мала відбутися о пів на одинадцяту ранку в четвер 14 лютого. Коли люди Морана зайшли всередину, група Берка під'їхала до складу на викраденому поліцейському автомобілі. Оскільки двоє бандитів були одягнені в поліцейську форму, люди Морана прийняли їх за представників закону і, підкорившись наказу, вишикувалися в ряд біля стіни. Після того, як їх обеззброїли, двоє з групи Берка відкрили по бутлегерах вогонь з автоматів. Шестеро були вбиті на місці, за винятком Френка Гузенберга, який на момент прибуття поліції був живий і прожив ще близько трьох годин.
Дотримуючись плану МакГерна, двоє фальшивих поліцейських вивели своїх подільників зі складу з піднятими руками — щоб з боку це здавалося звичайним арештом — і поїхали. Їхній розрахунок виправдався. Як показала потім свідок Альфонсина Морін, вона не побачила в цьому нічого підозрілого. Проте основна мета, заради якої і було сплановано злочин, не була досягнута — Багс Моран запізнився на зустріч і, побачивши припаркований біля складу поліцейський автомобіль, зник.
На звуки пострілів зібрався натовп, а потім приїхала справжня поліція. Коли сержант Свіні запитав у вмираючого Френка Гузенберга (згодом було встановлено, що він отримав 22 кульових поранення), хто стріляв у нього, він відповів, що ніхто, і незабаром помер, так і не розкривши імена злочинців. Ця подія набула широкого розголосу. Але, попри те, що причетність Аль Капоне була очевидна, йому і МакГерну не вдалося висунути обвинувачення, бо обидва вони мали залізне алібі. МакГерн до того ж незабаром одружився з Рольф — у пресі її прозвали біляве алібі (англ. Blond Alibi), — тому вона отримала можливість не свідчити проти чоловіка.

## У масовій культурі
- Фільм 1932 року «Обличчя зі шрамом», що віддалено заснований на діяльності Аль Капоне, містить серед інших епізод з бійнею в день святого Валентина. Аналог Багса Морана, кримінальний авторитет Гаффні (у виконанні Бориса Карлоффа) запізнився на зустріч, помітив біля гаража поліцейську машину і вирішив не показуватися, в результаті чого залишився живий.
- Сюжетна зав'язка фільму «У джазі тільки дівчата» (1959) — розстріл, який своїми обставинами теж має схожість з бійнею в день святого Валентина.
- В 1968 році було знято стрічку за мотивами цього злочину — «Бійня в День святого Валентина». Аль Капоне, «Багса» Морана і «кулеметів» Макгарна зіграли відповідно Джейсон Робардс, Ральф Мікер і Клінт Рітчі. Одну з ролей, вбивцю на ім'я Гіно, зіграв відомий (тоді ще початківець) кіноактор Джек Ніколсон
- У 1980 році на студії звукозапису «Bronze records» у Великій Британії вийшов спільний сингл груп Motörhead і Girlschool під назвою «St. Valentine's Day Massacre».
- Назву «Бійня в День святого Валентина» отримала шоста і фінальна сутичка між боксерами Шугаром Реєм Робінсоном і Джейком Ламотта, що відбулася 14 лютого 1951 року.
- Схожа ситуація обігрується в комп'ютерній грі Mafia 2, де переодягнені в одяг співробітників поліції Емпайр-Бей бійці невідомої сім'ї вчинили погром на замаскованій під рибний завод наркофабриці.
- У комп'ютерній грі Grand Theft Auto Online вийшло оновлення під назвою «Бійня в день святого Валентина».